# Журба, Иван Тимофеевич
Иван Тимофеевич Журба (1923—1983) — генерал-майор Советской Армии, участник Великой Отечественной войны, Герой Советского Союза (1945).

## Биография

Могила Журбы на Восточном кладбище Минска.

Иван Журба родился 6 июля 1923 года на хуторе Новоалександровка (ныне — село Александровка Павлоградского района Днепропетровской области Украины).
В 1936 году переехал в Сталинскую область. Окончил восемь классов школы и аэроклуб.
В июне 1941 года был призван на службу в Рабоче-крестьянскую Красную Армию. В 1943 году он окончил Ворошиловградскую военную авиационную школу пилотов.
С сентября 1943 года — на фронтах Великой Отечественной войны.
К сентябрю 1944 года старший лейтенант Иван Журба командовал звеном 237-го штурмового авиаполка 305-й штурмовой авиадивизии 14-й воздушной армии 3-го Прибалтийского фронта. К тому времени он совершил 108 боевых вылетов на разведку и штурмовку скоплений боевой техники и живой силы противника, его объектов и коммуникаций, нанеся вражеским войскам ощутимый урон.
Указом Президиума Верховного Совета СССР от 23 февраля 1945 года за «образцовое выполнение боевых заданий командования на фронте борьбы с немецкими захватчиками и проявленные при этом мужество и героизм» старший лейтенант Иван Журба был удостоен высокого звания Героя Советского Союза с вручением ордена Ленина и медали «Золотая Звезда» за номером 7362.
После окончания войны Журба продолжил службу в Советской Армии. В 1958 году он окончил Военно-воздушную академию.
В 1980 году в звании генерал-майора авиации он был уволен в запас. Проживал в Минске, умер 23 августа 1983 года, похоронен на Восточном кладбище Минска.
Был также награждён двумя орденами Красного Знамени, орденами Александра Невского, Отечественной войны 1-й степени, двумя орденами Красной Звезды, рядом медалей.